# Берово
Бе́рово (мак. Берово) — місто у Північній Македонії, адміністративний центр общини Берово, що в Східному регіоні країни.
Громада складається з — 7 002 особи (перепис 2002): 6404 македонців, роми 459, турки 91 та 48 людей інших етносів. Місто розкинулося в гірській місцевості (середні висоти — 986 метрів) в історико-географічної області Мелешево.

## Видатні уродженці
- Тимчо Муцунський — македонський політик.